# Ojo de bife
El ojo de chuleta, ojo de costilla,  ojo de bife o   centro de chuleta (también conocido con el nombre en inglés rib eye o ribeye) es un filete extraído de la sección de la costilla de ternera, entre las costillas seis y la doce. Los filetes de ojo de bistec están mayoritariamente compuestos por el músculo longísimo pero también pueden contener partes de los músculos complejo y espinoso.

## Variantes

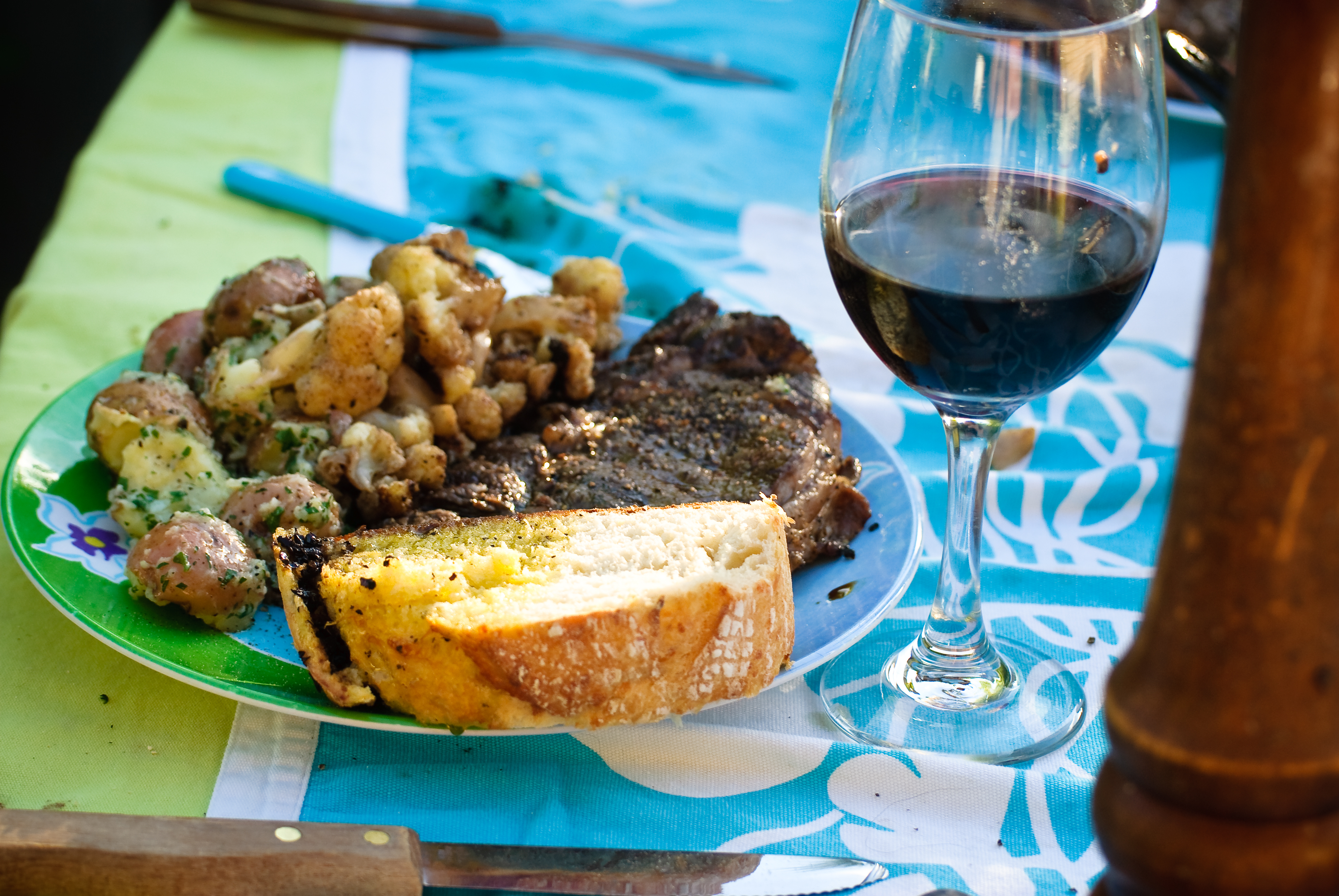
Ojo de bife con un pan.

En Estados Unidos, el nombre ribeye o bistec Spencer se utiliza para un bistec de costilla sin el hueso; aun así en algunas áreas, y fuera de los EE. UU., estos términos son a menudo utilizados indistintamente.  El ojo de costilla o «ribeye» era originalmente, cuando el nombre implica, la porción central del bistec de costilla, sin el hueso.
En Australia y Nueva Zelanda, el término «ribeye» se utiliza cuando el corte se sirve con el hueso. Se le llama «Scotch fillet» sin el hueso.
Es suave y tierno porque proviene de músculos poco trabajados de la parte superior del costillar, el longísimo y el espinoso («tapa» del ribeye). Su marmoleo lo hace apropiado para cocina rápida y en caliente.